# Музыка Республики Корея
Музыка Республики Корея развивалась в течение десятилетий, начиная с конца Корейской войны. Основой её является музыка корейского народа, населявшего полуостров на протяжении тысячелетий. Современная южнокорейская музыка разделена на три основные категории: традиционная корейская народная музыка, популярная музыка, или К-поп, и навеянная западом малоизвестная музыка.

## Корейская традиционная музыка
Первые упоминания о корейской музыке относятся к древности. Влияние на неё оказывали Китай и Центральная Азия, откуда были привезены многие инструменты: струнные, барабаны и флейты. В Средние века на Корейском полуострове исполняли адаптированную китайскую придворную музыку, параллельно развивались народные музыкальные жанры. В правление династии Чосон китайское влияние на придворную музыку уменьшилось, а во время борьбы против монгольских и японских захватчиков её развитие приостановилось. Народная музыка в этот период пережила расцвет, появились пхансори, санджо, пхунмуль и другие жанры.
После японской оккупации в Корею хлынула европейская музыка. Некоторые народные жанры получили одобрение (пхансори, санджо) и развивались при колониальных властях, многие другие, особенно относящиеся к ритуальной музыке — исчезли. В 1948 году Корея была разделена на Южную и Северную, в которых возникли собственные подходы к музыке. На Севере важнейшей характеристикой музыки стала идеологическая приемлемость, развиваются народные жанры и жанры, основанные на европейской музыкальной традиции.

## Популярная музыка

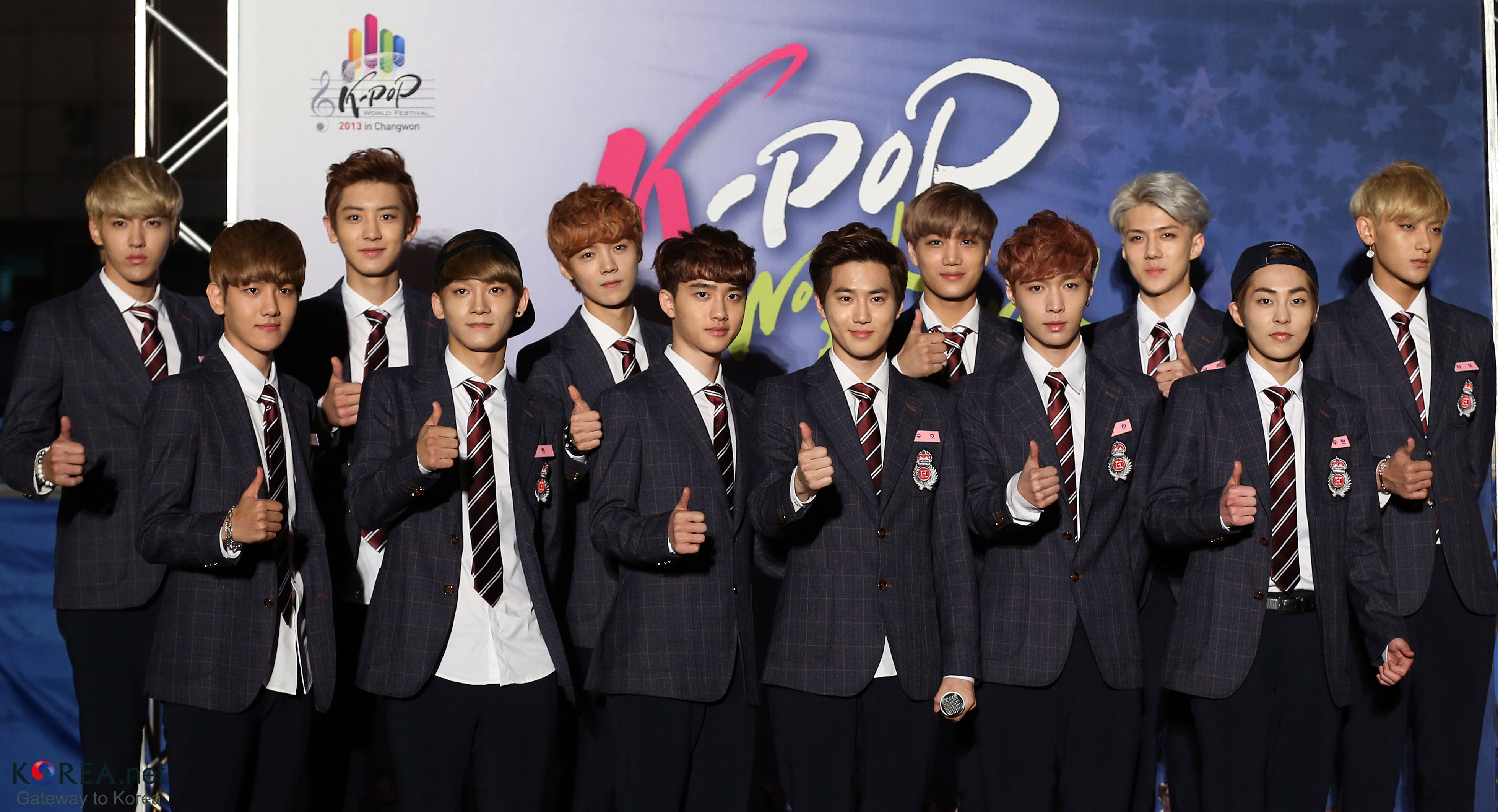
K-pop band

Популярной музыкой, как правило, называется K-pop в английском языке, или каё (가요) в корейском. В современном K-pop преобладают танцевальные группы, состоящие из артистов с красивой внешностью и обладающих хорошими танцевальными навыками. На данный момент корейская музыка и звезды эстрады настолько популярны, что азиатами было придумано специальное слово — Халлю (한류), означающее корейскую волну и отражающее влияние современной корейской популярной культуры на весь остальной мир. Поп-культура Южной Кореи сегодня является одним из движущих факторов молодёжной культуры в Азиатско-Тихоокеанском регионе, с особым акцентом на Китай, Гонконг, Японию, Тайвань и значительную часть Юго-Восточной Азии.

### Жанры

#### Трот
Трот (кор: 트로트) — музыкальный жанр, считается самой старой формой корейской поп-музыки. Сформировался в начале 1900-х годов в ходе колонизации Кореи Японией. В Корее для жанра приняты несколько различных названий, таких как yuhaengga, ppongtchak и t’urotu. После окончания Второй мировой войны и власти Японии над Кореей, трот стал ориентироваться на западную музыку. Это объясняется, в частности, двумя причинами. Во-первых, целью правительства Южной Кореи стала ликвидация идеологических ценностей коммунизма. Во-вторых, во время пребывания американских солдат в Корее, корейские музыканты обратили внимание на популярность американских музыкальных жанров. Популярность трота снизилась в период 1980—1990-х годов, в настоящее время жанр переживает возрождение.

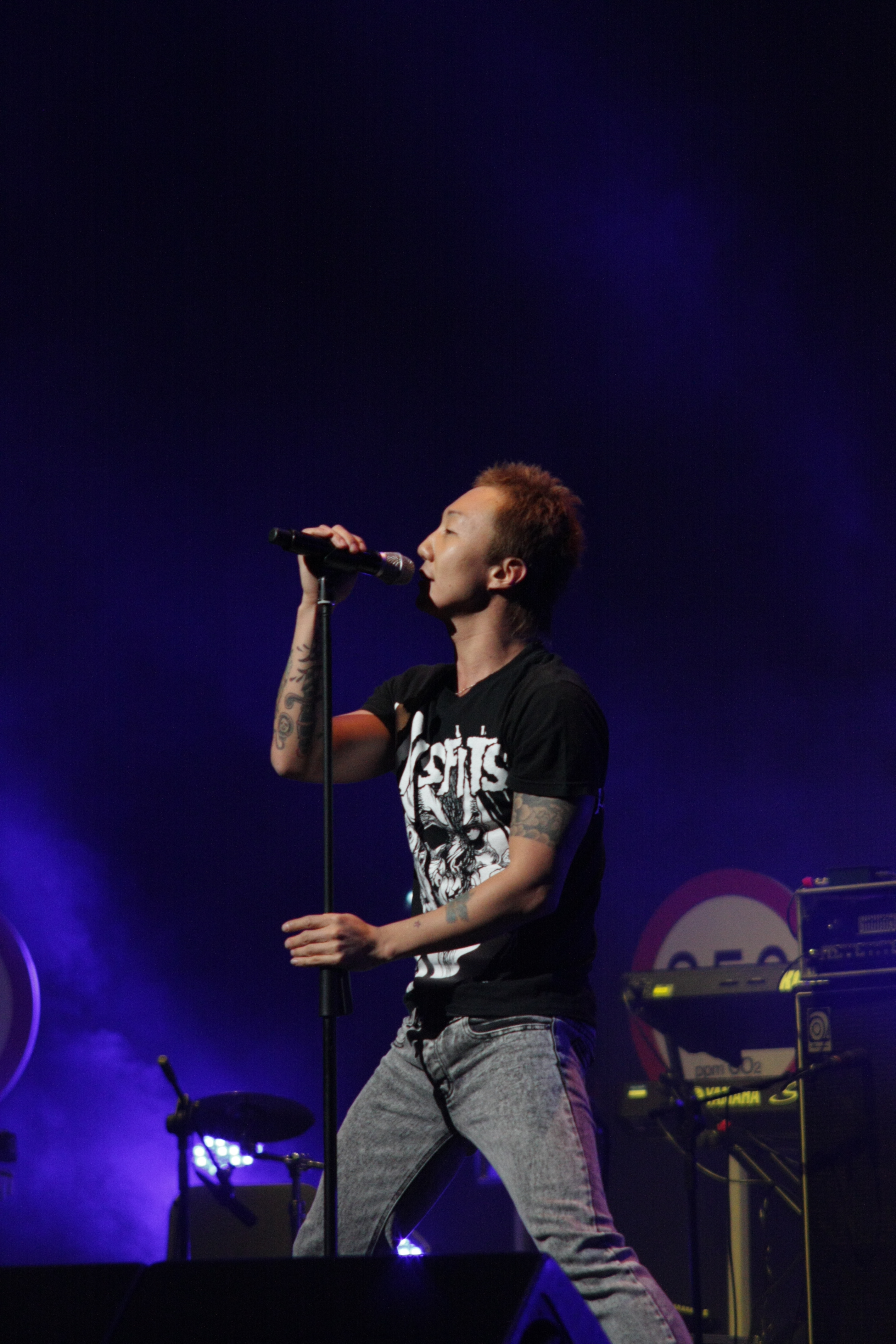
Корейская рок-группа No Brain

#### Рок
Рок музыка проникла в Корею с американскими военными во времена Корейской войны. Шин Чжун Хён, часто упоминающийся как «Крестный отец корейского рока», изобрёл собственный стиль психоделического рока в 60-х и 70-х и записал альбомы со многими группами, такими как Add 4, the Men, и Yup Juns, а также писал песни и играл для альбомов известных исполнителей, в числе которых были Ким Чху Чжа, Чан Хён, и для менее известных, например для Ким Чон Ми. После отказа писать прославляющую песню президенту Пак Чон Хи, музыка Шина была запрещена президентом, а сам он был посажен в тюрьму за хранение марихуаны. Заключение Шина в тюрьму замедлило развитие корейского рока.
В 1980-е годы, музыкальные вкусы людей изменились. Сцена была во власти метала, главными исполнителями которого были группы Boohwal, Baekdoosan и Sinawe, которые вместе были известны как Большая тройка.
Рок-музыка была возрождена в начале 90-х с приходом президента Ро Дэ У. По мере того, как информация более свободно проникала в страну, всё больше корейских юношей стали создавать собственные рок-группы. Двумя самыми ранними группами были Crying Nut и No Brain. Они привнесли в страну целый ряд новых жанров, смесь которых была названа "Chosun Punk". Вместе с ростом глобализации и доступом к сети Интернет, музыкальная сцена стала более разнообразна и включала в себя всё больше новых направлений. В конце 90-х разнообразие музыкальных жанров продолжало расти, и молодые группы Rux и The Geeks принесли в Корею новое направление хардкор-панка — straight edge.

#### Фолк
Тхонъ гитара (통 기타) является одной из форм корейской фольклорной и фолк-рок музыки, распространившейся в 60х и 70-х годах. На направление сильно повлияла американская фолк-музыка и представители жанра считались корейской версией американских фолк-певцов, таких как Джоан Баэз и Боб Дилан.
Одними из самых ранних и известных фолк-исполнителей были Ким Мин Ки и получивший образование в Америке Хан Тэ Су. Хан и Ким записывали фолк-песни социальной и политической направленности, в итоге музыка исполнителей была запрещена самодержавным правительством Пак Чон Хи. Несмотря на усилия правительства запретить политическую музыку, популярные фольклорные песни всё чаще стали использоваться в призывах к социальным изменениям в Корее, что породило термин норэ ундонъ (노래 운동), или буквально, «песня - упражнение». В 1987 году, во время перехода Южной Кореи к демократии, стал популярным политически активный народный музыкант Ким Кван Сок, песни которого выкрикивались на демократических митингах.

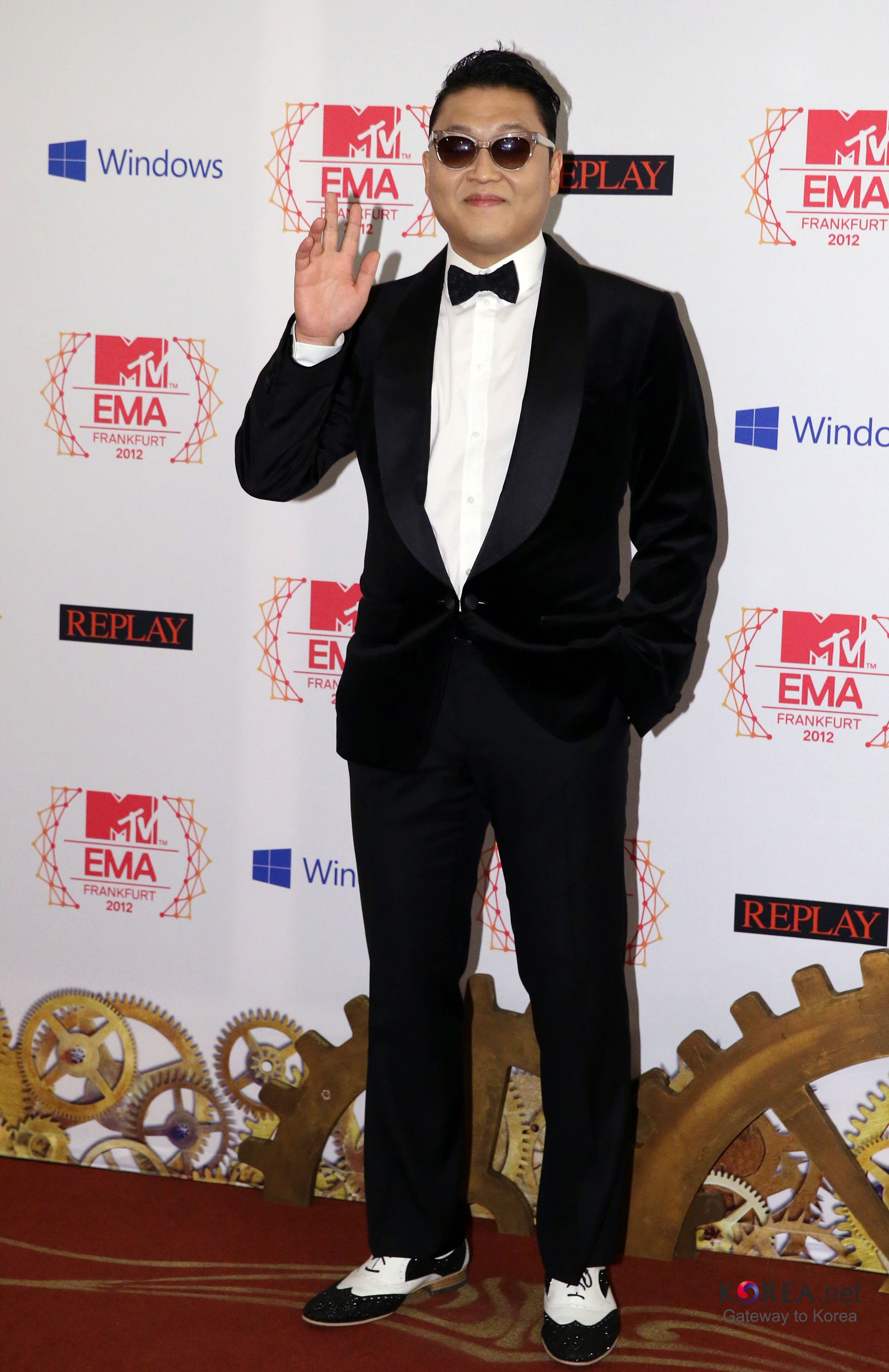
PSY

#### Хип-Хоп
В крупнейших городах Южной Кореи, таких как Сеул, Пусан и Тэгу, хип хоп стал культурным феноменом. Популярность движения растет с середины 90-х годов, особенно его развитию способствовал успех Со Тхэджи и хит группы Boys' smash под названием «I know» (кор: Nan arayo 난 알아요). Направление также стало привлекать внимание на международном уровне после успехов корейских исполнителей на различных чемпионатах с начала 2000-х годов. В 2004 благодаря выпуску альбома «It’s Raining», певец Rain стал первой корейской международной звездой. Интернет магазины активно способствуют продвижению новой культуры. 15 июля 2012 года, южнокорейский музыкальный исполнитель Psy выпустил хит «Gangnam Style» (강남 스타일). Клип попал в «Книгу рекордов Гиннесса» как видео, набравшее самое большое количество «лайков» в истории YouTube, а также стал лидером по количеству просмотров.

#### Айдол-группы
Хотя в самой Корее, под термином K-pop могут пониматься почти любые направления корейской поп-музыки, за пределами страны же, под кей-попом понимается исключительно музыка, исполняемая так называемыми айдолами (кор: 아이돌). Состоят они преимущественно из нескольких однополых исполнителей, в репертуар которых входят песни, перекликающиеся с хип-хопом, танцевальной и электронной музыкой. Примеры популярных идол-групп:EXO,  BTS,  GOT7,  BLACKPINK,  JYJ,  TVXQ, Super Junior, Wonder Girls, Girls' Generation, SHINee, SS501, BIGBANG, 2PM, 2AM, B2ST, MBLAQ, 2NE1, T-ara, 4Minute, Secret, SISTAR, Brown Eyed Girls, F(x), Pentagon, ONEUS, TXT, Everglow, (G)I-dle, The Grace, KARD, Crayon Pop, U-KISS, Girl’s Day, After School, Teen Top, INFINITE, B1A4, Block B, Kara, B.A.P, Stray Kids,CNBlue, Nu'est, BTOB, VIXX, Nine Muses, A Pink и miss A. Также существуют CO-ED группы, состоящие из представителей обоих полов.

## Независимая популярная музыка

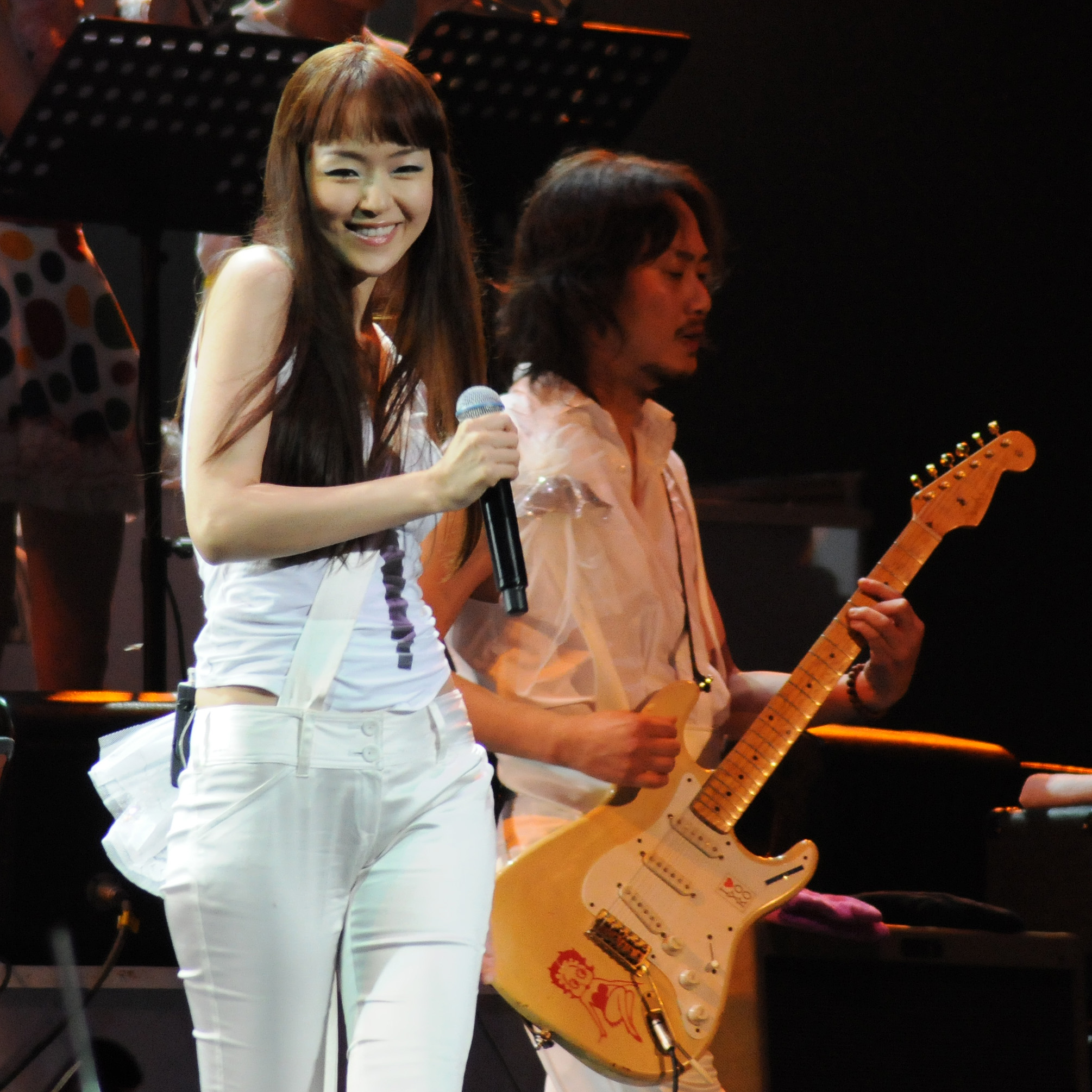
Инди-группа Jaurim

Популярность независимой музыки, такой как независимый хип-хоп и «инди-рок», или инди (кор: 인디), набирает обороты. На сегодняшний день под инди-роком подразумевается изящная, мягкая, ретроспективная музыка без агрессии. А также практически не-роковые исполнители меланхоличных баллад. Популярность жанра подпитывается актами независимости и всё большим освещением этих событий в блогах. К известным популярным инди группам 1990-х и 2000-х годов относятся Jaurim (자우림), Huckleberry Finn (허클베리 핀), Nell (넬), Mot (못), Cherry Filter (체리 필터), и Third Line Butterfly (3호선 버터플라이), а также более поздняя Busker Busker.

## Классическая музыка
В составе корейских симфонических оркестров выступают знаменитые исполнители и солисты. Всемирно известным корейским композитором классической музыки считается Ли Син, специализирующийся на музыке для детей. Пианисты и композиторы, такие как Yiruma, стали известны на Западе с 2000-х годов.
Множество выдающихся мировых композиторов являются выходцами из Кореи. В их числе Ли Ёнъ Чжа, которая родилась в 1931 году в Вонджу и училась в Парижской Высшей национальной консерватории музыки и танца и в Королевской консерватории Брюсселя. Она продолжила своё образование в Манхэттенской музыкальной школе. Ли пережила тяготы во время японской оккупации и корейской войны, несмотря на которые смогла стать одной из главных сил в корейской музыке 20-го века.

## Корейская современная христианская музыка
С приходом христианства, евангельское использование музыки для обращение в свою веру привело к появлению хоров, как внутри, так и вне церкви и также к появлению христианских народных песен традиционного американского стиля, исполнявшихся на корейском языке.

## Смешение западного и традиционного стиля
Традиционные корейские инструменты, соединившись с западными ударными инструментами, породили новую волну корейской мировой музыки в 1998 году.